# Closterus depressicornis
Closterus depressicornis là một loài bọ cánh cứng trong họ Cerambycidae.